# Tom Homer
Pour les articles homonymes, voir Homer.

a Compétitions nationales et continentales officielles uniquement.

b Matchs officiels uniquement.
Dernière mise à jour le 22 juin 2023.
Tom Homer, né le 1er avril 1990, est un joueur anglais de rugby à XV évoluant au poste d'arrière.

## Biographie

### Jeunesse et formation
Tom Homer joue au rugby depuis son enfance. En effet il a pratiqué ce sport tout au long de sa jeunesse. Il joue par exemple avec son école, Norman Court, à Salisbury, où il joue parfois au poste de demi d'ouverture.
Il est également sélectionné avec l'équipe d'Angleterre des moins de 18 ans et des moins de 20 ans. Avec cette dernière, il réalise de très bonnes performances en inscrivant 141 points en seulement 13 matchs. Il participe notamment au championnat du monde junior en 2009, où il est l'un des joueurs les plus remarqués et l'un des meilleurs au poste d'arrière. Les Anglais atteignent la finale de la compétition. Pour cette rencontre, ils affrontent la Nouvelle-Zélande, et Tom Homer est le buteur de son équipe. L'Angleterre est cependant battue sur le score de 44 à 28, malgré 11 points inscrits par Homer, titulaire à l'arrière pour l'occasion.

### Débuts aux London Irish (2008-2015)
Précoce, il intègre à 18 ans, en 2008, l'équipe des London Irish avec qui il fait ses débuts professionnels face aux Worcester Warriors la même année. Dès sa première saison, il joue 12 matchs, marque 51 points et atteint la finale du championnat. Pour cette rencontre, contre Leicester, il débute sur le banc des remplaçants puis entre en jeu en début de seconde période. Son équipe s'incline toutefois 10-9, malgré deux essais sauvés de justesse par Homer,.
Tom Homer arrive à s'imposer et devient un joueur important de l'effectif en seulement deux ans. Durant la saison 2011-2012, il termine meilleur réalisateur du championnat d'Angleterre avec 278 points inscrits. À la fin de cette saison, il prolonge son contrat avec les London Irish de deux ans. Entre 2008 et 2015 il dispute plus de 100 rencontres et dépasse la barre de 700 points inscrits. 

### Passage à Bath (2015-2020)
Pourtant en en milieu de saison 2014-2015, à l'âge de 24 ans, il décide de rejoindre le club de Bath Rugby à l'issue de son contrat, malgré la volonté de son club de le conserver. Ici aussi, il s'impose comme un élément majeur de l'équipe. Dès son arrivée, sa nouvelle équipe atteint la finale de Premiership. Bath perd cependant cette rencontre 28 à 16 face aux Saracens. Homer n'est pas sur la feuille de match,. 
Trois ans plus tard, son équipe est finaliste de la Coupe anglo-galloise, en 2018. Pour ce match face à Exeter, Homer est titulaire, mais les siens s'inclinent 28 à 11.

### Retour aux London Irish et fin de carrière en France (2020-2023)
La suite de sa carrière est assez mouvementé. En 2020 il quitte Bath pour retrouver son ancien club des London Irish, néanmoins il n'y passera qu'une seule saison, peinant à retrouver son niveau. Il est alors annoncé comme rejoignant le club français de l'US Montauban en Pro D2. Mais alors que le club avait annoncé sa venue, Tom Homer révèle, à la surprise générale, vouloir mettre un terme à sa carrière. Son transfert est ainsi donc annulé,.
Un an après avoir arrêté le rugby, Tom Homer revient sur sa décision et passe ainsi des tests durant l'été 2022 avec le club français du RC Narbonne. Des tests qui se révèlent concluants. Il donne alors son accord au club pour rejoindre ce dernier. Cependant, il joue très peu sous le maillot orange et noir et après une seule saison, il quitte le club.

## Palmarès

### En club
- London Irish
  - Finaliste du Championnat d'Angleterre en 2009
- Bath Rugby
  - Finaliste du Championnat d'Angleterre en 2015
  - Finaliste de la Coupe anglo-galloise en 2018

### En sélection nationale
- Angleterre -20
  - Finaliste du Championnat du monde junior en 2009

### Distinctions personnelles
- Meilleur réalisateur du Championnat du monde junior en 2009 (68 points).
- Meilleur réalisateur du Championnat d'Angleterre en 2012 (278 points).